# 光が丘 (福島市)
光が丘（ひかりがおか）は、福島県福島市の町丁である。郵便番号は960-1247。

## 地理
福島市南部の松川地域に属し、地区北部に位置する。北東で蓬萊町6丁目と、その他の方向で松川町浅川と隣接する。1988年に福島市杉妻町より移転した福島県立医科大学キャンパスの開所に伴い、大学、及び付属施設の範囲を松川町浅川より地名変更の上で設置された区域である。大学、附属病院がある1番地と、看護師寮、託児所、調整池のある10番地のみ存在する。上町に所在する福島警察署及び松川町浅川に所在する福島南消防署がそれぞれ管轄にあたる。

## 歴史
- 1988年（昭和63年） - 福島県立医科大学および付属施設の敷地内の地名・地番が松川町浅川より変更され設置される。

## 世帯数と人口
2022年（令和4年）5月31日現在の世帯数と人口は以下の通りである。
| 大字   | 世帯数 | 人口 |
| ------ | ------ | ---- |
| 光が丘 | 15世帯 | 15人 |

## 小・中学校の学区
市立小・中学校に通う場合、学区は以下の通りとなる。
| 番地 | 小学校               | 中学校             |
| ---- | -------------------- | ------------------ |
| 全域 | 福島市立金谷川小学校 | 福島市立松陵中学校 |

## 交通

### 鉄道
域内に鉄道施設は存在しない。

### 道路
- 福島市道47号南町浅川線
- 福島市道20739号北八幡金山線（正面玄関前の取付道路）

### バス
福島交通路線バス
- （福島駅方面） - 医大病院 - （南相馬方面）
  - 医大経由南相馬
- （福島駅方面） - 医大よしみ荘前 - 医大病院 - （
  - 医大・立子山経由飯野
  - 美郷経由松川
- （福島駅方面） - 医大よしみ荘前 - 医大病院 - 医科大学前
  - 桜台経由医大
  - 蓬莱小経由医大
  - 清水町経由医大
  - 長沼経由庭坂・医大
  - 蓬莱小経由荒古屋・医大
  - 蓬莱小経由大笹生・医大
  - 蓬莱小経由月の輪・医大
  - 伏拝・蓬莱小経由医大
- （福島駅方面） - 医大よしみ荘前 - 医大病院 - 医科大学前 - （二本松方面）
  - 医大経由二本松
- （金谷川駅方面） - 医大病院 - 医科大学前
  - 金谷川・医大
- （水原方面） - 医大病院
  - 医大・水原
- （福島駅方面） ← 医大病院 ← 医科大学前
  - 蓬萊団地

## 施設
- 福島県立医科大学
- 福島県立医科大学附属病院